# Loventué (departamento)

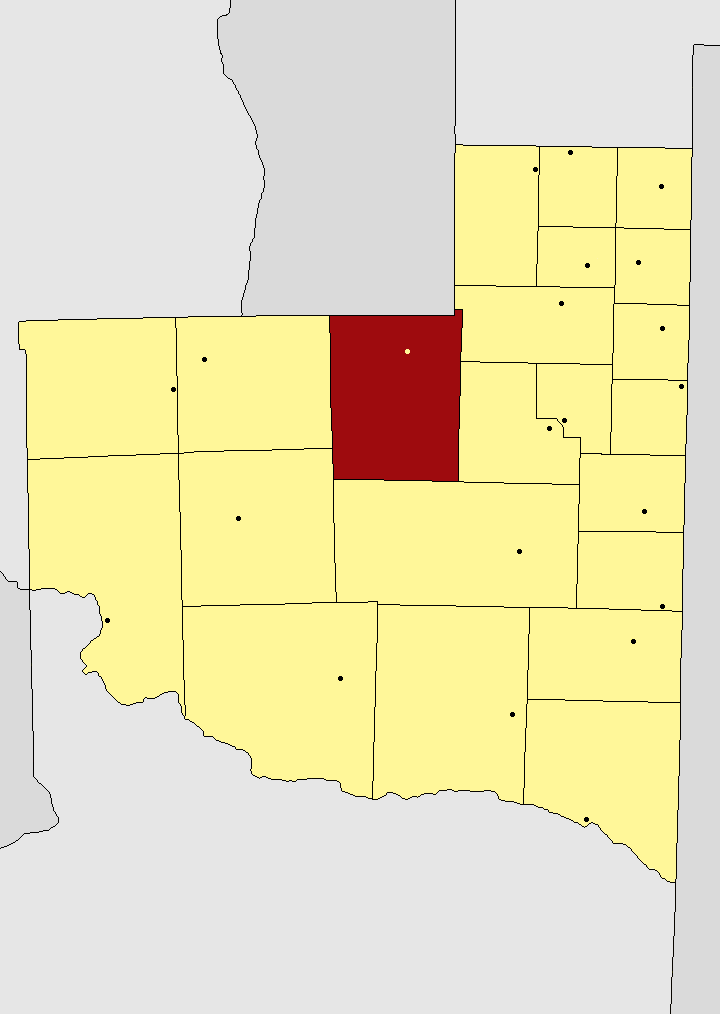
Departamento de Loventué (em vermelho)

Loventué é um departamento da Argentina, localizada na província de La Pampa.